# ایکاگ
ایکاگ یا الکتروکورتیکوگرافی (به انگلیسی: Electrocorticography) به اختصار ECoG، نگاشت قشر مغزی است. این روشی مخرب است که در آن پس از جمجمه‌بری شبکه ای از الکترودها به درون قشر مغزی فرو برده می‌شوند. به دلیل این که این ناحیه مغز دارای سلول‌های حسی نیست، بنابراین شخص دردی احساس نمی‌کند و هوشیار است. در مقابل، الکترودهای الکتروانسفالوگرافی معمولی (EEG)(نوار مغزی) این فعالیت را از خارج جمجمه کنترل می‌کنند. ECoG ممکن است در اتاق عمل در حین جراحی (ECoG حین عمل) یا خارج از عمل جراحی (ECoG خارج از عمل) انجام شود.

## تاریخچه
ایکاگ در اوایل دهه ۱۹۵۰ توسط ویلدر پنفیلد و هربرت جاسپر، جراحان مغز و اعصاب در مؤسسه اعصاب مونترال آغاز به کار کرد. این دو ایکاگ را به عنوان بخشی از روش پیشگامانه مونترال خود، که پروتکل جراحی مورد استفاده برای درمان بیماران مبتلا به صرع شدید بود، ایجاد کردند. پتانسیل‌های ضبط شده قشر مغز توسط ECoG برای شناسایی مناطق صرع و مناطقی از قشر که حمله‌های صرعی ایجاد می‌کنند، استفاده شد. در هنگام برداشتن مجدد، این مناطق با جراحی از قشر خارج می‌شوند، بنابراین بافت مغزی که در آن حمله صرعی ایجاد شده بود از بین می‌رود. پنفیلد و جاسپر همچنین در هنگام ضبط ECoG در بیمارانی که تحت بی‌حسی موضعی در عمل جراحی صرع بودند از تحریک الکتریکی استفاده کردند. این روش برای کشف آناتومی عملکردی مغز، نقشه‌برداری از مناطق گفتاری و شناسایی نواحی قشر سوماتو حسی و حرکتی استفاده شد تا از جراحی خارج شوند. پزشکی به نام رابرت گالبرایت هیث نیز از محققان اولیه مغز در دانشکده پزشکی دانشگاه تولان بود.

## اساس الکتروفیزیولوژیک
سیگنال‌های ECoG از پتانسیل‌های هماهنگ شده پست سیناپسی تشکیل شده‌اند که مستقیماً از سطح در معرض قشر ضبط می‌شوند. این پتانسیل‌ها در درجه اول در سلول‌های هرمی قشر مغز وجود دارند و بنابراین باید از طریق چندین لایه از قشر مغز، مایع مغزی نخاعی (CSF)، نرم شامه و عنکبوتیه قبل از رسیدن به الکترودهای ثبت ساب دورال که درست زیر سخت شامه (غشای خارجی جمجمه) قرار گرفته‌اند، هدایت شوند. با این حال، برای رسیدن به الکترودهای پوست سر یک الکتروانسفالوگرام معمولی (EEG)، سیگنال‌های الکتریکی نیز باید از طریق جمجمه هدایت شوند، جایی که به دلیل رسانایی کم استخوان، پتانسیل‌ها به سرعت ضعیف و میرا می‌شوند. به همین دلیل، وضوح مکانی ECoG بسیار بالاتر از EEG است، که یک مزیت تصویربرداری مهم برای برنامه‌ریزی جراحی است.ECoG وضوح زمانی تقریبی ۵ میلی ثانیه و وضوح مکانی ۱ سانتی‌متر را ارائه می‌دهد.
با استفاده از الکترودهای عمقی، پتانسیل میدانی محلی میزان جمعیت عصبی در کره ای با شعاع ۰٫۵تا۳ میلی‌متر در اطراف نوک الکترود را می‌دهد. با سرعت نمونه برداری به اندازه کافی بالا (بیش از حدود ۱۰ کیلوهرتز)، الکترودهای عمق می‌توانند پتانسیل‌های عمل را نیز اندازه‌گیری کنند. در این حالت تفکیک فضایی به نورونهای منفرد کاهش می یابدو میدان دید یک الکترود منفرد تقریباً ۰٫۰۵تا۰٫۳۵ میلی‌متر است.

## طرز عمل
ثبت ECoG با استفاده از الکترودهایی که روی قشر در معرض قرار گرفته‌اند، انجام می‌شود. برای دستیابی به قشر، جراح ابتدا باید جراحی جمجمه انجام دهد و قسمتی از جمجمه را خارج کند تا سطح مغز در معرض دید قرار گیرد. این روش ممکن است تحت بیهوشی عمومی یا اگر برای نقشه‌برداری عملکردی قشر مغز نیاز به تعامل یا بیمار باشد تحت بیهوشی موضعی انجام شود. سپس الکترودها با استفاده از نتایج EEG قبل از عمل و تصویربرداری تشدید مغناطیسی (MRI) بر روی سطح قشر کاشته می‌شوند. الکترودها ممکن است در خارج از سخت شامه (اپیدورال) یا در زیر سخت شامه (ساب دورال) قرار گیرند. آرایه‌های الکترود ECoG معمولاً از شانزده استریل تشکیل شده‌است، فولاد ضدزنگ یکبار مصرف، نوک کربن، پلاتین، آلیاژ پلاتین-ایریدیم یا الکترودهای توپی طلا، که هرکدام برای سهولت در موقعیت‌یابی روی یک اتصال توپی و سوکت سوار شده‌اند. این الکترودها با یک پیکربندی «تاج» یا «هاله» به یک قاب پوشانده شده متصل می‌شوند. الکترودهای نواری و شبکه ای ساب دورال نیز در ابعاد مختلف به‌طور گسترده‌ای مورد استفاده قرار می‌گیرند و در هر نقطه از ۴ تا ۲۵۶ الکترود با هم تماس دارند. شبکه‌ها در هر تماس بین الکترود ها شفاف، انعطاف‌پذیر و شماره گذاری شده‌اند. فاصله استاندارد بین الکترودهای شبکه ۱ سانتی‌متر است و قطر الکترودهای منفرد به‌طور معمول ۵ میلی‌متر است. الکترودها به آرامی روی سطح قشر مغز قرار می‌گیرند و با انعطاف‌پذیری کافی طراحی شده‌اند تا اطمینان حاصل کنند که حرکات طبیعی مغز باعث آسیب به قشر مغز نمی‌شود. یک مزیت اصلی آرایه‌های الکترودهای نواری و شبکه این است که ممکن است در زیر ماده سخت به مناطق قشر مغزی که تحت عمل جراحی کرانیوتومی قرار نگرفته‌اند، بلغزند. الکترودهای نواری و آرایه‌های تاجی ممکن است در هر ترکیب مطلوبی استفاده شوند. از الکترودهای عمقی ممکن است برای ثبت فعالیت از ساختارهای عمیق‌تر مانند هیپوکامپ نیز استفاده شود.

## تحریک الکتریکی مستقیم قشر مغز
تحریک الکتریکی مستقیم قشر مغز (DCES)که به عنوان نقشه‌برداری تحریک قشر نیز شناخته می‌شود، اغلب همزمان با ضبط ECoG برای نقشه‌برداری عملکردی قشر مغز و شناسایی ساختارهای مهم قشر انجام می‌شود.هنگام استفاده از پیکربندی تاج، یک محرک دو قطبی عصای دستی ممکن است در هر مکانی در امتداد آرایه الکترود استفاده شود. با این حال هنگامی که از نوار ساب دورال استفاده می‌شود، باید به دلیل مواد غیر رسانایی که الکترودها را بر روی شبکه متصل می‌کنند، تحریک بین جفت الکترودهای مجاور اعمال شود. جریان تحریک الکتریکی اعمال شده به قشر نسبتاً کم است، بین ۲ و ۴ میلی‌آمپر برای تحریک حسی حسی و نزدیک به ۱۵ میلی‌آمپر برای تحریک شناختی.فرکانس تحریک معمولاً در آمریکای شمالی ۶۰ هرتز و در اروپا ۵۰ هرتز است و هرگونه تراکم بار بیش از ۱۵۰ میکروکولن در سانتی‌متر مربع باعث آسیب بافتی می‌شود.
عملکردهایی که معمولاً از طریق DCES ترسیم می‌شوند، حرکات اولیه، حسی اولیه و زبان هستند. بیمار باید در روند نقشه‌برداری هوشیار و تعاملی باشد، اگرچه درگیری بیمار با هر روش نقشه‌برداری متفاوت است. نقشه‌برداری از زبان ممکن است شامل نام بردن، بلندخوانی، تکرار و درک شفاهی باشد. نقشه‌برداری حسی نیاز دارد که بیمار احساساتی را که در سراسر صورت و اندام تجربه می می‌کند، توصیف کند چون جراح مناطق مختلف قشر را تحریک می‌کند.

## کاربردهای بالینی
از زمان توسعه در دهه ۱۹۵۰، ECoG برای محلی سازی مناطق صرع در طی برنامه‌ریزی قبل از عمل، نقشه‌برداری عملکردی قشر مغز و پیشبینی موفقیت عمل جراحی صرع مورد استفاده قرار گرفته‌است.
ECoG مزایای متعددی نسبت به روش‌های تشخیصی جایگزین دارد:
- قرارگیری انعطاف‌پذیر الکترودهای ضبط کننده و تحریک کننده[۳]
- در هر مرحله قبل، حین و بعد از جراحی قابل انجام است.
- اجازه می‌دهد تا تحریک الکتریکی مستقیم مغز انجام شود، تا از شناسایی مناطق مهم قشر در حین جراحی جلوگیری شود.
- دقت و حساسیت بیشتر از ثبت پوست سر EEG - وضوح مکانی بالاتر است و نسبت سیگنال به نویز به دلیل نزدیکی به فعالیت عصبی بالاتر است.

محدودیت‌های ECoG عبارتند از:
- زمان محدود نمونه‌گیری - ممکن است در دوره ضبط ECoG، تشنج (حوادث فکری) ثبت نشود.
- میدان دید محدود - قرار دادن الکترود توسط منطقه قشر در معرض و زمان جراحی محدود می‌شود، ممکن است خطاهای نمونه‌گیری رخ دهد
- ثبت تحت تأثیر داروهای بیهوشی، مسکن‌های مخدر و خود جراحی است.[۳]

### صرع غیرقابل حل
در حال حاضر صرع به عنوان سومین اختلال عصبی تشخیص داده شده‌است که فقط در ایالات متحده تقریباً ۲٫۵ میلیون نفر را مبتلا می‌کند. حملات صرعی مزمن است و ارتباطی با علل قابل درمان بلافاصله مانند سموم یا بیماری‌های عفونی ندارد و ممکن است بر اساس علل، علائم بالینی و محل پیدایش مغز بسیار متفاوت باشد. برای بیماران مبتلا به صرع غیرقابل حل - صرع که به داروهای ضد تشنج پاسخ نمی‌دهد - درمان جراحی ممکن است یک گزینه درمانی مناسب باشد.

### ECoG خارج از عمل
قبل از اینکه بیمار به عنوان کاندیدای جراحی برداشتن مجدد شناسایی شود، باید MRI انجام شود تا وجود ضایعه ساختاری درون قشر نشان داده شود، که توسط شواهد EEG از بافت صرع پشتیبانی می‌شود. پس از شناسایی ضایعه، ممکن است ECoG برای تعیین محل و میزان ضایعه و ناحیه تحریک کننده اطراف آن انجام شود. EEG پوست سر، در حالی که یک ابزار تشخیصی ارزشمند است، فاقد دقت لازم برای محلی سازی ناحیه صرع است. ECoG به عنوان یک استاندارد طلایی برای ارزیابی فعالیت عصبی در بیماران مبتلا به صرع در نظر گرفته می‌شود، و به‌طور گسترده‌ای برای برنامه‌ریزی جراحی برای هدایت برداشتن جراحی ضایعه و ناحیه صرع استفاده می‌شود. موفقیت جراحی به محلی سازی دقیق و برداشتن ناحیه صرع بستگی دارد. داده‌های ECoG با توجه به فعالیت سنبله ictal - «فعالیت موج سریع پخش شده» ثبت شده در هنگام تشنج ارزیابی می‌شود - و فعالیت صرعی بین دوره ای (IEA)، انفجارهای کوتاه فعالیت عصبی بین حوادث صرعی ثبت شده‌است. ECoG همچنین به دنبال جراحی برداشتن مجدد برای تشخیص فعالیت باقیمانده صرع و تعیین موفقیت جراحی انجام می‌شود. سنبله‌های باقی مانده در ECoG، بدون تغییر دربرداشتن، نشان دهنده کنترل ضعف ضعیف و خنثی سازی ناقص ناحیه قشر صرع است. برای ریشه کن کردن کامل تشنج ممکن است جراحی اضافی لازم باشد. ECoG خارج از عمل همچنین برای محلی سازی مناطق مهم از نظر عملکرد (همچنین به عنوان قشر شیوا شناخته می‌شود) برای حفظ در طی جراحی صرع استفاده می‌شود.وظایف حرکتی، حسی، شناختی در طول ECoG خارج از عمل گزارش شده‌است که دامنه فعالیت با فرکانس بالا را در ۷۰–۱۱۰ هرتز در مناطق درگیر در اجرای وظایف داده شده افزایش می‌دهد.فعالیت مربوط به کار با فرکانس بالا می‌تواند «چه زمانی» و «در کجا» قشر مغز را به صورت 4D با وضوح زمانی ۱۰ میلی ثانیه یا پایین و وضوح مکانی ۱۰ میلی‌متر یا کمتر تحریک و تحریک کند.

#### ECoG حین عمل
هدف از عمل جراحی برداشتن مجدد، برداشتن بافت صرع بدون ایجاد عواقب عصبی غیرقابل قبول است. علاوه بر شناسایی و محلی سازی میزان مناطق صرع، ECoG مورد استفاده در رابطه با DCES همچنین ابزاری ارزشمند برای نقشه‌برداری قشر مغز است. دقیقاً بومی سازی ساختارهای حیاتی مغز، شناسایی مناطقی که جراح باید در حین برداشتن ("قشر شیوا") به منظور حفظ پردازش حسی، هماهنگی حرکتی و گفتار، از آن محافظت کند، امری حیاتی است. نقشه‌برداری عملکردی مستلزم این است که بیمار بتواند با جراح ارتباط برقرار کند و بنابراین تحت بیهوشی موضعی و نه بیهوشی عمومی انجام می‌شود. تحریک الکتریکی با استفاده از الکترودهای حفره ای و عمقی حاد برای شناسایی مناطق متمایز قشر به منظور شناسایی مراکز گفتاری، ادغام حسی حسی و پردازش حرکتی حرکتی استفاده می‌شود. در حین جراحی برداشتن رزوه، همچنین ممکن است ECoG حین عمل برای کنترل فعالیت صرع بافت و اطمینان از برداشتن مجدد کل ناحیه صرع انجام شود. اگرچه استفاده از ECoG خارج از عمل و حین عمل برای چندین دهه در عمل جراحی برداشتن رزین یک عمل بالینی پذیرفته شده‌است، اما مطالعات اخیر نشان داده‌است که سودمندی این روش ممکن است بر اساس نوع صرع بیمار متفاوت باشد. Kuruvilla و Flink گزارش دادند که در حالی که ECoG حین عمل می‌تواند نقش مهمی در لوبکتومی‌های متناسب گیجگاهی، در تراکنش‌های چندجانبهٔ سابپیل (MST) و در از بین بردن ناهنجاری‌های رشد قشر مغز (MCDs) داشته باشد، دربرداشتن استاندارد صرع لوب گیجگاهی داخلی غیر عملی تشخیص داده شده‌است با شواهد MRI حاصل از بیماری اسکلروز مزیال گیجگاهی.مطالعه ای که توسط ونبرگ، کوسنی و راسموسن انجام شد، اهمیت پیش جراحی ECoG را در موارد صرع لوب فرونتال (FLE) نشان داد.

## برنامه‌های کاربردی پژوهشی
ECoG اخیراً به عنوان یک روش ضبط کننده امیدوار کننده برای استفاده در واسط‌های مغز و رایانه ظاهر شده‌است.واسط‌های مغز و رایانه رابط‌های عصبی مستقیمی هستند که کنترل وسایل مصنوعی، الکترونیکی یا ارتباطی را با استفاده مستقیم از سیگنال‌های مغزی فرد فراهم می‌کنند. سیگنال‌های مغزی ممکن است به صورت تهاجمی، با دستگاه‌های ضبط شده به‌طور مستقیم در قشر، یا به صورت غیر تهاجمی، با استفاده از الکترودهای پوست سر EEG ثبت شوند. ECoG برای ایجاد سازش نیمه تهاجمی بین دو روش کار می‌کند - در حالی که ECoG مانند دستگاه‌های ضبط کننده مهاجم به سد خونی مغزی نفوذ نمی‌کند، از وضوح مکانی بالاتر و نسبت سیگنال به نویز بالاتر از EEG برخوردار است.ECoG اخیراً به دلیل رمزگشایی گفتار یا موسیقی خیالی مورد توجه قرار گرفته‌است، که می‌تواند منجر به BCI «واقعی» شود که در آن کاربران به سادگی کلمات، جملات یا موسیقی را تصور می‌کنند که BCI می‌تواند مستقیماً آنها را تفسیر کند.
علاوه بر کاربردهای بالینی برای محلی سازی مناطق عملکردی جهت پشتیبانی از جراحی مغز و اعصاب، نقشه‌برداری مغز عملکردی زمان حقیقی با ECoG برای حمایت از تحقیقات در مورد سوالات اساسی در علوم اعصاب توجه را جلب کرده‌است. به عنوان مثال، یک مطالعه در سال ۲۰۱۷ مناطق موجود در مناطق پردازش صورت و رنگ را کشف کرد و دریافت که این مناطق زیرکانه کمک‌های ویژه ای به جنبه‌های مختلف بینایی می‌کند.مطالعه دیگری نشان داد که فعالیت با فرکانس بالا از ۷۰ تا ۲۰۰ هرتز منعکس کننده فرآیندهای مرتبط با تصمیم‌گیری گذرا و پایدار است.کارهای دیگر مبتنی بر ECoG رویکرد جدیدی را برای تفسیر فعالیت مغز ارائه داد، که نشان می‌دهد هر دو قدرت و فاز به‌طور مشترک بر پتانسیل ولتاژ لحظه ای تأثیر می‌گذارند، که مستقیماً تحریک پذیری قشر را تنظیم می‌کند.مانند کار برای رمزگشایی گفتار و موسیقی تصوری، این دستورالعمل‌های تحقیقاتی شامل نقشه‌برداری عملکردی مغز زمان حقیقی نیز دارای پیامدهای عملی بالینی است، از جمله جراحی مغز و اعصاب و سیستم‌های BCI. سیستمی که در بیشتر این نشریات نقشه‌برداری عملکردی زمان حقیقی استفاده شده‌است، "CortiQ" می‌باشد. برای تحقیقات و کاربردهای بالینی استفاده شده‌است.

## پیشرفت‌های اخیر
الکترو کورتیکوگرام هنوز «استاندارد طلا» برای تعریف مناطق صرع در نظر گرفته می‌شود. با این حال، این روش خطرناک و بسیار تهاجمی است. مطالعات اخیر توسعه یک روش تصویربرداری غیر تهاجمی قشر مغز را برای برنامه‌ریزی جراحی بررسی کرده‌است که ممکن است اطلاعات مشابه و تفکیک ECOG تهاجمی را فراهم کند.
در یک رویکرد جدید، لی دینگ و همکارانبه دنبال ادغام اطلاعات ارائه شده توسط MRI ساختاری و EEG پوست سر برای ارائه یک جایگزین غیرتهاجمی برای ECoG هستند. این مطالعه یک رویکرد محلی سازی منبع فضایی با وضوح بالا، FINE (بردارهای اصلی اول) را برای تصویربرداری از مکان‌ها و تخمین میزان منابع فعلی از EEG پوست سر بررسی کرده‌است. به منظور شناسایی منابع صرع، یک روش آستانه ای برای توموگرافی مقادیر همبستگی زیر فضا اعمال شد. این روش در سه بیمار اطفال مبتلا به صرع غیرقابل حل با نتایج بالینی دلگرم کننده آزمایش شد. هر بیمار با استفاده از MRI ساختاری، نظارت طولانی مدت EEG فیلم با الکترودهای پوست سر و متعاقباً با الکترودهای زیر دور بررسی شد. سپس داده‌های ECoG از شبکه‌های الکترود subdural کاشته شده که مستقیماً روی سطح قشر قرار گرفته‌اند، ثبت شد. MRI و تصاویر توموگرافی کامپیوتری نیز برای هر موضوع به دست آمد. مناطق صرع شناسایی شده از داده‌های EEG قبل از عمل با مشاهدات داده‌های ECoG بعد از عمل در هر سه بیمار تأیید شد. این نتایج اولیه نشان می‌دهد که امکان هدایت برنامه‌ریزی جراحی و مکان‌یابی مناطق صرع به صورت غیرتهاجمی با استفاده از روش‌های تصویربرداری و یکپارچه سازی توصیف شده وجود دارد. یافته‌های EEG بیشتر با نتایج جراحی هر سه بیمار تأیید شد. پس از برداشتن جراحی، دو بیمار فاقد تشنج هستند و نفر سوم کاهش قابل توجهی در تشنج را تجربه کرده‌است. با توجه به موفقیت بالینی، FINE جایگزینی امیدوار کننده برای ECoG قبل از عمل ارائه می‌دهد، و اطلاعاتی را در مورد محل و میزان منابع صرع از طریق یک روش تصویربرداری غیرتهاجمی ارائه می‌دهد.